# SN 386
SN 386 — короткочасна астрономічна подія в сузір’ї Стрільця, яку китайські астрономи описали в 386 році нашої ери як «гостьову зорю». Конкретна природа об'єкту залишається спірною - це може бути як спалах наднової зорі, так і нової.

## Запис
Імператор Сяову Цзінь, 11-й рік періоду правління Тайюань, третій місяць. У Наньдоу була зоря-гість, яка проіснувала до 6-го місяця (з 13 липня по 10 серпня), коли вона зникла.

Опис Цзінь шу, Тяньвень чжі, гл. 13; Сун шу, Тяньвень чжі, гл. 25 згідно з Xu, Pankenier, Jiang 2000.
Наньдоу, або Південна Ведмедиця, наразі є частиною сузір'я Стрільця. Історична інформація про подію вкрай обмежена. Єдине, що відомо - стався спалах якогось об'єкту і його було видно приблизно впродовж 3 місяців. Оскільки цей астеризм (Наньдоу) знаходиться в балджі Чумацького Шляху або близько до нього, об’єкт мав бути яскравим (принаймні 2 зоряна величина), щоб його можна було розпізнати на яскравому фоні хмар Чумацького Шляху.

## Можлива наднова
Через тривалість події було запропоновано, що цей запис повідомляє про наднову зорю. З 1976 року було вказано на кілька можливих залишків наднових, як ті, що можуть бути пов'язані з цією нандовою. Конкретна ідентифікація ускладнєються тим, що ця область є багатою на астрономічні об'єкти.
| Позначення  | Джерело                            | Коментарі                                   |  |
| ----------- | ---------------------------------- | ------------------------------------------- |  |
| G011.2–01.1 | Стівенсон і Грін (2002), стор. 182 | Перше припущення з радіоданих (див. нижче)  |  |
| G011.2–00.3 | Стівенсон і Грін (2002), стор. 182 |                                             |  |
| G007.7–03.7 | Чжоу та ін. (2018)                 | Можливо після рентгенологічних спостережень |  |
| G008.7–05.0 |                                    | Також маленький і у відповідному положенні  |  |

Оскільки в тій області є залишки наднових, припущення про нандову зорю є обґрунтованим. Проте зоря має бути надновою низької світності, оскільки вона проіснувала лише три місяці. Таким чином, виникла альтернативна гіпотеза - класична нова, яка також була б можливим поясненням цього явища. 

## Можлива нова
Час спаду класичних нових зазвичай вимірюється як тривалість спаду на 3 зоряні величини від піку. Цей так званий час t3 коливається від типових 25–30 днів для швидких нових і до десяти місяців для найповільніших відомих класичних нових. Таким чином, ця історична подія могла легко бути спричинена швидкою або помірно швидкою класичною новою. Враховуючи пік світності принаймні на рівні 2 зоряній величини (щоб зорю можна було спостерігати на фоні Чумацького Шляху) та зникнення зорі протягом 3 місяців (коли її світність впала до 5 зоряної величини, що близько до межі неозброєного ока), подія може відповідати помірно швидкій новій.
Однак конкретна яскравість зорі в піку невідома, і чим яскравіший пік, тим швидша нова. Наприклад, якщо пік припадав на зоряну величину −1 (як Сіріус) або −4 (як Венера) і знизився до понад 5 зоряної величини протягом трьох місяців, то зоря, ймовірно, є швидкою новою. Можливі (але не єдині) кандидати в китайському сузір'ї Наньдоу:
| Позначення                           | Коментарі              |
| ------------------------------------ | ---------------------- |
| V1223 Sgr                            | Проміжний поляр        |
| V3890 Sgr                            | Відома рекурентна нова |
| Ще чотири симбіотичні подвійні файли |                        |

## Залишок наднової SNR G11.2-0.3
Хоча раніше зазвичай вважалося, що SN 386 пов’язана із симетричною сферичною оболонкою (залишком наднової з колапсом ядра) SNR G11.2-0.3 розміром 4 кутові секунди, зараз ця теорія вважається невірною.
Виміряна середня швидкість розширення цієї оболонки становить 0,0277±0,0180% на рік, а діаметр близько 3,0 пк (9,8 св. р.) , що свідчить про вік 1900±500 років.
Відмова науковців асоціаціювати SNR G11.2–0.3 із SN 386 пояснюється дуже високим поглинанням світла між цією оболонкою і Землею, яке за інфрачервоними спостереженнями оцінюється приблизно в 16 зоряних величин. Це означає, що наднову не було б видно неозброєним оком.

## Пульсар: PSR J1811-1926
У центрі оболонки G11.2–0.3 знаходиться нейтронна зоря, яка швидко обертається з періодом 65 мс і спостерігаеться на радіочастотах як пульсар PSR J1811-1926, а в рентгенівському діапазоні як джерело випромінювання AX J1811-1926. Цей пульсар і газову хмару навколо нього спостерігав рентгенівський космічний телескоп Чандра. Виміри швидкості обертання, швидкості гальмування, а також радіоспостереження PSR J1811-1926 вказують на його набагато більший вік від 20 000 до 23 000 років, що також може спростувати гіпотезу, що вона є залишком SN 386.